# مارکییت
مارکییت (به انگلیسی: Markyate) یک روستا و محله مدنی در بریتانیا است که در داکورام واقع شده‌است. مارکییت ۳٬۱۳۵ نفر جمعیت دارد.